# Pireneitega taishanensis
Pireneitega taishanensis är en spindelart som först beskrevs av Wang et al. 1990.  Pireneitega taishanensis ingår i släktet Pireneitega och familjen mörkerspindlar. Inga underarter finns listade i Catalogue of Life.